# Catalani
Catalanii (catalană catalans, AFI /kə.tə'lans/) sunt un popor romanic care locuiește în mai multe teritorii, mai ales în Catalonia și Insulele Baleare în Spania, regiunea Languedoc-Roussillon în Franța, Andorra, orașul Alghero în Italia și în diverse comunități minoritare din America de Sud. Se estimează ca 7-8 milioane de oameni sunt catalani. Limba lor nativă este limba catalană. Curentul naționalist catalan este foarte puternic, a dat naștere unei mișcări separatiste în Catalonia și așa-numite Țările Catalane.

## Conceptul extins
Alte popoare vorbitoare de limba catalană, și anume Andorra, Comunitatea Valenciană, Insulele Baleare și unii aragonezi sunt deseori identificați ca un grup etnic catalan distinct. Ultima afirmație își are rădăcinile în naționalismul catalan, o manifestare a ceea ce este Marea Enciclopedie Catalană.
În teritoriile menționate mai sus (de multe ori desemnate Țările Catalane de către naționaliștii catalani) acest concept extins este nepopular. Chiar și în cadrul naționalismul catalan, sau în Catalonia în general, conceptul este marginal; până și acele asociații care lucrează pentru închiderea legăturilor între diferiți vorbitori de catalană de multe ori nu acceptă sau chiar refuză ca cei care vorbesc catalana în afara teritoriului Cataloniei să fie numiți catalani.

## Contextul istoric
Cea mai timpurie referință despre catalani, tratați ca un grup de oameni, se găsește în Latin Liber maiolichinus, un poem epic italian, scris în anul 1120. Acesta conține, de asemenea, referința cea mai timpurie despre Catalonia, ca nume al patriei catalonilor.
Teritoriul actual al Cataloniei a fost invadat în 1500 î.Hr. de către poporul proto-celtic, care a adus ritul prin care se incinerau cei morți. Acest popor indo-european a fost înlocuit de către iberici începând cu anul 600 î.Hr., într-un proces care se va fi finalizat în secolul al IV-lea î.Hr. Ibericii au venit sub conducerea diverselor grupuri invadatoare, începând cu fenicienii și cartaginezii, care au întemeiat colonii de-a lungul coastei, inclusiv Barcino (astăzi Barcelona). În urma Răboaielor Punice, în locul cartaginezilor au venit romanii ca putere dominantă în Catalonia în anul 206 î.Hr. Roma a stabilit latina ca limba oficială și a împărtășit o cultură romană distinctă asupra populației locale, care a fuzionat cu coloniștii romani din Peninsula Italică. Un precursor timpuriu al limbii catalane a început să se dezvolte de la o formă locală a latinei populare, înainte și în timpul prăbușirii Imperiului Roman. Diverse triburi germanice au ajuns în următoarele șase secole sub dominație romană, care a transformat complet zona în provincia romană Tarraconensis. Vizigoții s-au stabilit în secolul al cincilea d.Hr. și au stăpânit ținutul până în 718 când musulmanii arabi și berberi au cucerit regiunea și au ținut-o pentru aproape un secol. Marile războaie cu musulmanii au început cu Marca Hispanica, care a condus la începuturile reconquista (recucerirea) de către forțele catalane peste cea mai mare parte din Catalonia, până în anul 801. În timpul acestei perioade, identitatea națională catalană a apărut pe deplin și Barcelona a devenit un centru important pentru forțele creștine în Peninsula Iberică.

## Geografie
Marea majoritate a catalanilor locuiesc în comunitatea autonomă Catalonia, din Spania. Cel puțin 100.000 de vorbitori de catalană trăiesc în țara catalană din Franța. Un număr nedeterminat de catalani a emigrat în America în timpul perioadei coloniale spaniole și în anii următori Războiului Civil Spaniol. Cea mai mare concentrare de catalani s-a stabilit în Argentina, Chile, Cuba și Puerto Rico, precum și în concentrări de așezări în toată America Latină.

## Cultură și societate
Descris de autorul Walter Starkie în Drumul spre Santiago ca un popor subtil, el rezumă caracterul național al catalanilor printr-un termen local seny care înseamnă simț sau atitudine pragmatică față de viață. Masiá sau mas este o caracteristică definitorie a peisajului din Catalonia și include o casa mare, terenuri, vite și o familie numeroasă, însă această tradiție este în declin întrucât familia nucleară a înlocuit în mare parte familia extinsă, ca și în restul Europei de vest. Catalanii în Spania sunt recunoscuți ca o "cetățenie" și se bucură de un grad ridicat de autonomie politică, conducând la consolidarea unei identități catalane.

### Limba
Limba catalană este o limbă romanică a grupului galo-iberic. Este limba cea mai apropiată de occitană, împărtășind multe caracteristici cu alte limbi italo-vestice, cum ar fi spaniola, franceza, portugheza și aragoneza. Există o serie de varietăți lingvistice care sunt considerate dialecte ale limbii catalane, printre ele, grupul dialectal cu vorbitori mai numeroși este cel numit catalana centrală.
Numărul vorbitorilor de catalană este de peste 7 milioane, însă foarte puțini dintre ei sunt monogloți; practic, aproape toți catalanii din Spania sunt bilingvi, vorbitori de catalană și spaniolă, cu o populație importantă de vorbitori de spaniolă imigranți (de obicei, născuți în afara Cataloniei sau cu ambii părinți născuți în afara Cataloniei) existentă în zonele urbane majore din Catalonia. În Roussillon, astăzi doar o minoritate a catalanilor francezi vorbesc catalană, franceză devenind limba principală în urma unui proces continuu de schimbare a limbii.
Pentru locuitorii din la Vall d'Aran, araneza — un dialect occitan — este mai importantă mai degrabă decât catalana, propria lor limbă. Acești catalani sunt, de asemenea, bilingvi în limba spaniolă.
În septembrie 2005, .cat TLD, primul domeniu de Internet bazat pe limbajul de nivel superior, a fost aprobat pentru toate paginile web care intenționează să servească nevoilor comunității lingvistice și culturale catalane pe Internet. Această comunitate este formată din cei care folosesc limba catalană pentru convorbirile lor online sau pentru a promova online diferite aspecte ale culturii catalane.

### Vestimentație
Hainele tradiționale (astăzi purtate numai la festivitățile folclorice) au inclus barretina și faixa pentru bărbați și ret pentru femei. Încălțămintea tradițională era reprezentată de espadrile.

### Condițiile sociale
Catalonia este una dintre cele mai bogate și mai dezvoltate regiuni din Europa de Sud. Barcelona este una dintre metropolele cele mai industrializate și, totodată, capitala regiunii, un magnet pentru diferiți imigranți din alte regiuni ale Spaniei, dar și din țări străine.

Poporul catalan a adus numeroase contribuții culturale, de la artă și arhitectură la film și știință.

### Identitate și naționalism
Datorită unei identificări continue cu o identitate distinctă, mulți catalani susțin naționalismul catalan sau separatismul catalan în Spania. Acest lucru este văzut într-o măsură mult mai mică în Franța.
Totuși, pentru majoritatea catalanilor, identitatea catalană nu este privită ca excluzând identitatea spaniolă, marea majoritate a oamenilor simțindu-se atât catalani, cât și spanioli.